# Scaptesyle dentata
Scaptesyle dentata là một loài bướm đêm thuộc phân họ Arctiinae, họ Erebidae.